# Les Trois Sœurs (Matisse)
Pour les articles homonymes, voir Trois sœurs.
Les Trois Sœurs est un tableau réalisé par le peintre français Henri Matisse en 1917. Cette huile sur toile est un portrait de groupe représentant trois sœurs, celle de droite prise dans une lecture.  Partie de la collection Jean Walter et Paul Guillaume, elle est conservée au musée de l'Orangerie, à Paris.

## Expositions
- Apollinaire, le regard du poète, musée de l'Orangerie, Paris, 2016 — n°83.
- Matisse. Cahiers d'art – Le tournant des années 1930, musée de l'Orangerie, Paris, 2023 — n°66.